# Луцій Папірій Курсор (консул 326 року до н. е.)
Лу́цій Папі́рій Курсо́р (лат. Lucius Papirius Cursor; між 370/367 роками до н. е. — після 309 до н. е.) — політичний, державний і  військовий діяч Римської республіки, п'ятиразовий консул 326, 320, 319, 315 і 313 років до н. е.  

## Життєпис
Походив з патриціанського роду Папіріїв. Син Спурія Папірія Курсора. Про молоді роки Луція Папірія згадок немає
У 340 році до н. е. його призначив своїм заступником — начальником кінноти диктатор Луцій Папірій Красс. На цій посаді Курсор брав участь у війні з латинянами.
У 326 році до н. е. був обраний консулом разом з Гаєм Петелієм Лібон Візолом. Під час його каденції розпочалася Друга самнітська війна.
У 325 році до н. е. консул Луцій Фурій Камілл внаслідок тяжкої хвороби не зміг активно керувати військом, тому призначив Курсора диктатором. Останній у свою чергу призначив своїм заступником, начальником кінноти, Квінта Фабія Максима Рулліана. На деякий час Курсор повернувся до Риму. Скориставшись з цього Фабій напав на самнітів й розбив їх під Імбрінієм. Тим не менш за порушення наказу Курсор мав намір стратити Фабія. Тільки заступництво родини, сенату та плебсу врятувало життя Квінту Фабію. Зрештою Луцій Папірій Курсор сам розбив самнітів, уклав мир й відсвяткував наданий йому сенатом тріумф. Після цього призначив консулами Гая Сульпіція Лонга і Квінта Авлія Церретана.
У 320 році до н. е. Луцій Курсор вдруге був обраний консулом, цього разу разом з Квінтом Публілієм Філоном, після чого відразу рушив до Апулії, щоб помститися самнітами за поразку в Кавдійській ущелині. Курсор оточив численну армію самнітів біля міста Луцерія й змусив їх здатися. За умовами миру 7 тисяч самнітів пройшли під ярмом, а також римлянам були надані 600 заручників. 
У 319 році до н. е. його втретє було обрано консулом, цього разу разом з  Квінтом Авлієм Церретаном. Під час своєї каденції з успіхом завершив війну із самнітами, за що отримав тріумф.
У 315 році до н. е. його вчетверте обрано консулом знову разом з Квінтом Публієм Філоном. У військових діях участі не брав, залишаючись у Римі. 
313 році до н. е. Луція Курсора вп'яте було обрано консулом, цього разу разом з Гаєм Юнієм Брутом Бубульком.
У 309 році до н. е. Квінт Фабій Максим Рулліан призначив Луція Курсора диктатором для ведення війни проти самнітів. Головним завданням було рятування армії консула Гая Марція Рутіла Цензоріна. Курсор рушив до Апулії і біля міста Лонгула завдав нищівної поразки ворогам. За це він вкотре отримав тріумф.
Після цього відомостей про подальшу долю Луція Папірія Курсора немає.

## Родина
- Луцій Папірій Курсор, консул 293 року до н. е.